# Saint-Pierre-sur-Erve
Saint-Pierre-sur-Erve est une commune française, située dans le département de la Mayenne en région Pays de la Loire, peuplée de 132 habitants.

## Géographie
À la limite nord de la commune, schistes et quartzites de la base du Dévonien, auxquels succèdent l'assise des grès à Orthis Monnieri, passant au nord du bourg et supportant les schistes et calcaires dévoniens qui traversent celui-ci. À ces différentes assises succèdent, en allant vers le sud, des schistes et calcaires carbonifères.
Le territoire, situé sur la rive droite de l'Erve, qui forme sa limite Est, est, dans le voisinage de la rivière et spécialement près du bourg, montueux et escarpé, la vallée s'y trouvant assez resserrée. Selon Alphonse-Victor Angot, Pierre-François Davelu écrit qu'on voit au bourg, « très petit, quelques débris d'anciennes fortifications », mais ces traces ne sont pas connues de l'abbé Angot.
La route de Laval au Mans passait par Saint-Pierre-sur-Erve en 1513. Hubert Jaillot l'indique avec pont (qui existe encore) et gué; mais le nouveau tracé par Saint-Jean-sur-Erve est indiqué par Cassini. Les routes actuelles mènent à Thorigné-en-Charnie (3,5 km est), Saulges (3,7 km sud), Vaiges (7,5 km nord-ouest) et Saint-Jean-sur-Erve (3,8 km nord-ouest).
La superficie cadastrée de la commune est de 974 ha
En 1558, on va chercher à Saint-Pierre 3 muids de chaux pour l'église d'Épineux-le-Seguin. Des carrières de castines sont exploitées au XVIIIe siècle par les forges de Moncor. Une ancienne carrière de calcaire est située près de la Saumellière.

### Climat
Pour des articles plus généraux, voir Climat des Pays de la Loire et Climat de la Mayenne.
En 2010, le climat de la commune est de type climat océanique dégradé des plaines du Centre et du Nord, selon une étude du CNRS s'appuyant sur une série de données couvrant la période 1971-2000. En 2020, Météo-France publie une typologie des climats de la France métropolitaine dans laquelle la commune est exposée à un climat océanique et est dans la région climatique  Moyenne vallée de la Loire, caractérisée par une bonne insolation (1 850 h/an) et un été peu pluvieux. 
Pour la période 1971-2000, la température annuelle moyenne est de 11,2 °C, avec une amplitude thermique annuelle de 13,8 °C. Le cumul annuel moyen de précipitations est de 741 mm, avec 12,1 jours de précipitations en janvier et 6,8 jours en juillet. Pour la période 1991-2020, la température moyenne annuelle observée sur la station météorologique de Météo-France la plus proche, sur la commune de Saint-Georges-le-Fléchard à 9 km à vol d'oiseau, est de 11,8 °C et le cumul annuel moyen de précipitations est de 798,7 mm,. Pour l'avenir, les paramètres climatiques de la commune estimés pour 2050 selon différents scénarios d'émission de gaz à effet de serre sont consultables sur un site dédié publié par Météo-France en novembre 2022.

## Urbanisme

### Typologie
Au 1er janvier 2024, Saint-Pierre-sur-Erve est catégorisée commune rurale à habitat très dispersé, selon la nouvelle grille communale de densité à sept niveaux définie par l'Insee en 2022.
Elle est située hors unité urbaine et hors attraction des villes,.

### Occupation des sols
L'occupation des sols de la commune, telle qu'elle ressort de la base de données européenne d’occupation biophysique des sols Corine Land Cover (CLC), est marquée par l'importance des territoires agricoles (96,6 % en 2018), une proportion sensiblement équivalente à celle de 1990 (96,9 %). La répartition détaillée en 2018 est la suivante : 
prairies (49,8 %), terres arables (38,9 %), zones agricoles hétérogènes (8 %), forêts (3,4 %). L'évolution de l’occupation des sols de la commune et de ses infrastructures peut être observée sur les différentes représentations cartographiques du territoire : la carte de Cassini (XVIIIe siècle), la carte d'état-major (1820-1866) et les cartes ou photos aériennes de l'IGN pour la période actuelle (1950 à aujourd'hui).

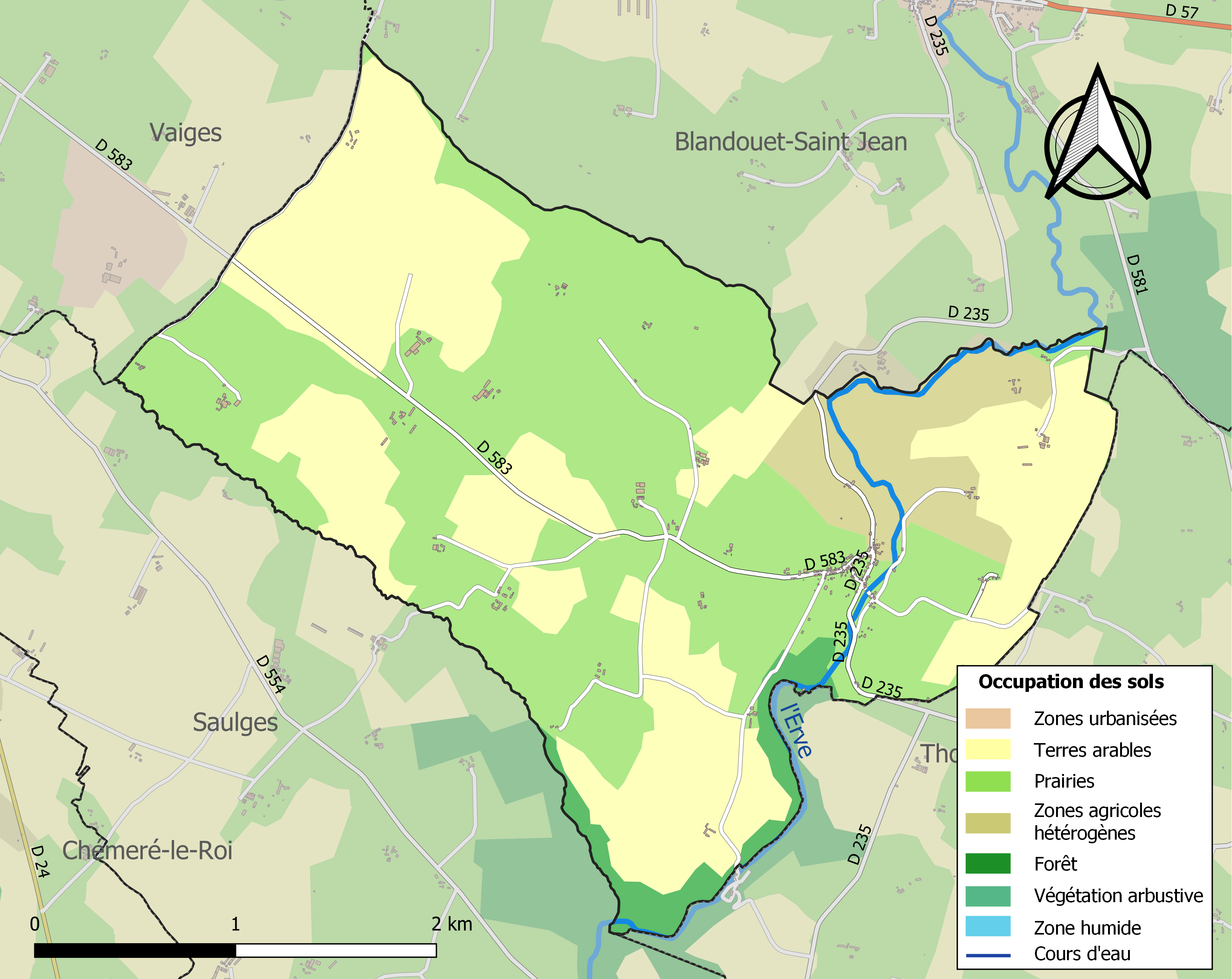
Carte des infrastructures et de l'occupation des sols de la commune en 2018 (CLC).

## Toponymie
- Parrochia Sancti Petri super Arvam, 1226[14] ;
- Saint Père d'Erve, 1361[15] ;
- Sanctus Petrus e Arva, 1413[16] ;
- Le bourg de Saint Père d'Arve, 1466[17] ;
- Sanctus Petrus de Arva, XVe siècle[18] ;
- Le bourg d'Erve, 1511[19] ;
- La paroisse d'Erve, 1575[20] ;
- Erve, 1582[21] ;
- Saint Pierre d'Erve[22] ;
- Saint Pierre sur Erve[23].

## Histoire

### Préhistoire
Les grottes ornées et gravées présentes sur le territoire de Saint-Pierre-sur-Erve attestent de la présence de l'homme depuis les temps préhistoriques.

### Faits chronologiques
(novembre 2009).
- Sous le règne de Judicaël (632-636), les Bretons, en guerre avec Dagobert Ier roi des Francs, firent des incursions sur les terres des Francs. Sur ce thème, Pierre-Jean Le Corvaisier[24] a brodé le récit d'une bataille sanglante entre Budic, comte de Cornouailles, et le comte de Chartres qui commandait les 6000 hommes de l'armée de Dagobert. Ce comte, amené dans une embûche, après une défense opiniâtre et une lutte corps à corps avec un seigneur breton nommé du Pont-l'Abbé, fut obligé de se rendre prisonnier, et comme le combat avait eu lieu entre Saint-Pierre-sur-Erve et Vaiges, on enterra les morts dans ces deux villages. Mais ceci relève davantage de la légende que de l'histoire.
- Paroisse mentionnée dès 1226.
- Fief des templiers.
- Guerre de Cent Ans : en 1368, on se plaint des « dévastations de la guerre, de la stérilité des biens et fortunes des ennemis ». Un paroissien nommé Jean, emmené prisonnier par les Anglais, « se trouvait réduit à la mendicité ».
- On a de nouveau interprété dans le sens d'une bataille livrée à Saint-Pierre-sur-Erve le récit de Froissart qui indique seulement le passage en 1380 d'une armée anglaise, partie de Noyen et se rendant en Bretagne, « pendant que la puissance des François était au Mans ». Les Anglais passèrent à Saint-Pierre 4 jours après la mort de Charles V, c'est-à-dire le 20 septembre 1380, et gagnèrent la Mayenne par le chemin Renais pour continuer leur route par Cossé.
- D'après un auteur régionaliste René de Quatrebarbes, la seigneurie paroissiale, dépendante de la terre de Chantepie, aurait été acquise, le 8 décembre 1503, à titre d'échange, de Jean Possard, sieur de la Sionnière, par Émard de Quatrebarbes.
- Le mémoire de l'intendant de Tours, en 1696, désigne aussi M. de Quatrebarbes comme seigneur de la paroisse, où il possédait, mais par une alliance du XVIIe siècle avec la famille de Cibel, la terre des Pins.
- Urbain de Cibel, écuyer, jouissait en 1588 de la « messon seigneuriale de la paroesse d'Erve ».
- Par ailleurs, Jean de Thévalle, chevalier, est seigneur, en 1434, des féages de Saint-Pierre-d'Arve que possède aussi le seigneur de Thévalle en 1532.
- Au XVIIIe siècle la famille de Thévalle se dit, sans conteste, fondatrice de Saint-Pierre-sur-Erve.

- Épidémie en janvier 1637.

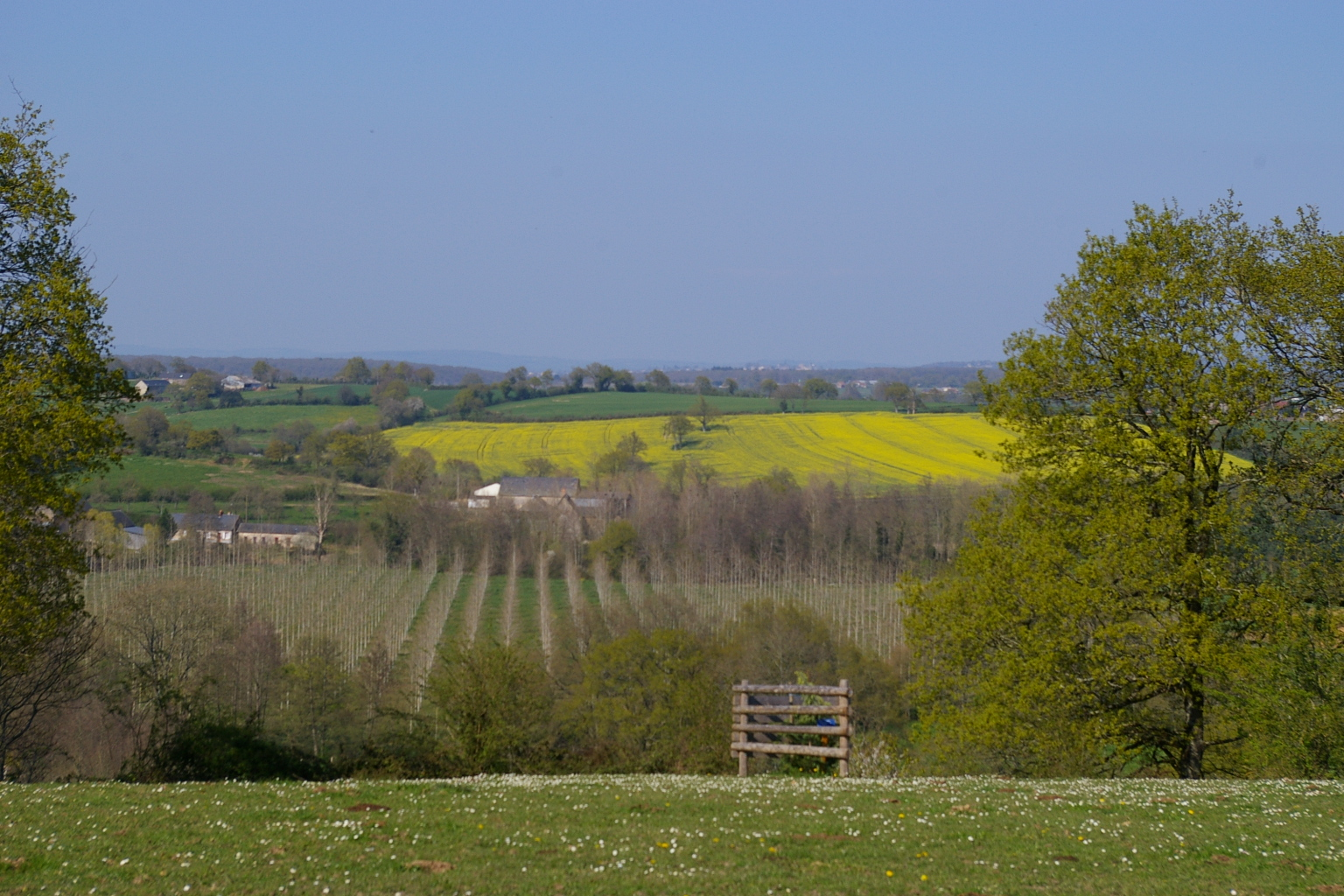
Panorama depuis la chapelle Saint-Sylvain, vers Sainte-Suzanne.

- Par suite du dégel et de l'inondation de 1784, le pont sur l'Erve, très nécessaire, est grandement dégradé.
- Chouannerie : 4 juin 1793, désarmement des suspects ; 30 août 1794, installation d'un détachement de 25 hommes. Décembre 1797, rassemblement de royalistes sous la conduite de Joseph Deshaies, ex-capitaine de la compagnie d'Épineux, demeurant au Moulin-aux-Moines; il est décrété d'arrestation, ainsi qu'un prêtre réfractaire nommé Jacques, caché à Saint-Pierre. Le 3 vendémiaire an VII, l'arbre de la liberté est abattu. En janvier 1799, la commune est mise en état de siège par suite du meurtre du gendarme Michelet; deux individus, arrêtés comme complices du meurtre, sont tués par les soldats qui les avaient saisis[25]
- Guerre de 1870 : Le 16 janvier 1871, le lendemain du combat de Saint-Jean-sur-Erve, à 7 h., passage d'un bataillon d'infanterie prussienne, qui prend la route de Vaiges ; à 4h. du soir, arrivée de 3 régiments (dragons, uhlans, fantassins) et de l'artillerie. Les chevaux sont logés dans l'église, dont on viole le tabernacle, dans les maisons, dans les écoles. Il y eut 4000 hommes dans le bourg pendant 8 jours. Une taxe de 10 500 F. réclamée par l'ennemi ne fut pas payée.
- La paroisse dépendait anciennement de l'archidiaconé de Sablé et du doyenné de Brûlon ; de l'élection de La Flèche, du ressort judiciaire et du grenier à sel de Sainte-Suzanne ; du district d'Évron et du canton de Vaiges en 1790. Par arrêté du 8 août 1792, le département supprime la paroisse en l'unissant à Thorigné; par défaut de prêtre constitutionnel, les cloches sont démontées le 3 mai 1793. La paroisse dépend de la mission d'Évron en 1797; érigée en succursale par décret du 5 nivose an XIII ; à nouveau réunie à Thorigné en 1808 ; de nouveau érigée en paroisse par décret du 16 mars 1820 ; de l'archiprêtré de l'Église Saint-Vénérand de Laval et du doyenné de Sainte-Suzanne.
- L'ancien presbytère près de l'église, aliéné pendant la Révolution, reconstruit en 1848 par M. Launay, entrepreneur à Ballée, a été récemment réhabilité par la Commune et transformé en chambre d'hôtes. Le cimetière, primitivement autour de l'église, fut transféré le 1er avril 1785 sur la route de Vaiges, dans une pièce de terre appelée le grand-cimetière, où l'on inhumait autrefois.

Aujourd'hui, Saint-Pierre-sur-Erve fait partie de la paroisse de Saint-Barnabé-en-Charnie ; la commune, quant à elle, appartient au canton de Sainte-Suzanne et à la Communauté de communes d'Erve et Charnie.

## Population et société

### Démographie
L'évolution du nombre d'habitants est connue à travers les recensements de la population effectués dans la commune depuis 1793. Pour les communes de moins de 10 000 habitants, une enquête de recensement portant sur toute la population est réalisée tous les cinq ans, les populations de référence des années intermédiaires étant quant à elles estimées par interpolation ou extrapolation. Pour la commune, le premier recensement exhaustif entrant dans le cadre du nouveau dispositif a été réalisé en 2005.
En 2022, la commune comptait 132 habitants, en évolution de −6,38 % par rapport à 2016 (Mayenne : −0,73 %, France hors Mayotte : +2,11 %).
Moyenne des naissances : 13 par an de 1600 à 1610; 14 de 1700 à 1710 ; 75 feux en 1696 ; de 200 à 250 communiants en 1778. On comptait 27 fermes en 1843. En 1902 on comptait 330 habitants, dont 183 agglomérés dans le bourg, et le reste disséminé en 28 hameaux, fermes, closeries ou écarts.
| 1793 | 1800 | 1806 | 1821 | 1831 | 1836 | 1841 | 1846 | 1851 |
| ---- | ---- | ---- | ---- | ---- | ---- | ---- | ---- | ---- |
| 427  | 375  | 399  | 433  | 464  | 514  | 529  | 480  | 470  |

| 1856 | 1861 | 1866 | 1872 | 1876 | 1881 | 1886 | 1891 | 1896 |
| ---- | ---- | ---- | ---- | ---- | ---- | ---- | ---- | ---- |
| 474  | 447  | 431  | 402  | 414  | 359  | 341  | 347  | 330  |

| 1901 | 1906 | 1911 | 1921 | 1926 | 1931 | 1936 | 1946 | 1954 |
| ---- | ---- | ---- | ---- | ---- | ---- | ---- | ---- | ---- |
| 319  | 307  | 317  | 254  | 239  | 246  | 238  | 240  | 217  |

| 1962 | 1968 | 1975 | 1982 | 1990 | 1999 | 2005 | 2006 | 2010 |
| ---- | ---- | ---- | ---- | ---- | ---- | ---- | ---- | ---- |
| 204  | 173  | 148  | 160  | 129  | 151  | 138  | 136  | 137  |

| 2015 | 2020 | 2022 | - | - | - | - | - | - |
| ---- | ---- | ---- | - | - | - | - | - | - |
| 141  | 140  | 132  | - | - | - | - | - | - |

## Lieux et monuments
Depuis 1977, la commune est inscrite sur l’inventaire des sites pittoresques du département de la Mayenne, au titre de la Vallée de l’Erve ; elle est titulaire du label Petite cité de caractère.
Installé près d'un gué qui permettait le franchissement de l'Erve, traversé par la voie romaine Corseul-Le Mans, puis par la route Laval-Le Mans au Moyen Âge, Saint-Pierre-sur-Erve constitue un bel ensemble architectural.

### Architecture civile
- Pont piétons (XIIe et XIIIe siècles), sur l'Erve. Il est bordé par un lavoir du XIXe siècle et du gué correspondant à l'ancienne voie romaine.
- Château d'Auvers : pavillon du XVe siècle flanqué d'une tour, porche ogival.
- La Cour d'Erve, manoir, groupe de maisons anciennes dominant la vallée[34].
- Manoir des Pins d'Erve, à 1,2 km au nord-est du bourg : logis XVe - début XVIe siècle, ruines de la chapelle, communs, inscrit au titre des Monuments historiques depuis le 3 février 1999[35],[36]
- Le moulin de Gô : un des cinq anciens moulins de la commune sur le cours de l'Erve. Attesté depuis le XIVe siècle, il est reconstruit au XVIIIe siècle et fonctionne jusqu'en 1964. Rénové depuis 2012 par les amis du Moulin de Gô, il peut produire de la farine depuis 2015[37].

### Architecture sacrée
- Église Saint Pierre d'origine romane[38]. On signale un autel de saint Julien du Mans en 1559. À l'entrée du chœur sont actuellement -(soit au temps de l'abbé Angot : début du XXe siècle)- celui de saint Joseph et celui de la Vierge, dont une statue assez bonne, en pierre, était dans le jardin du presbytère en 1888. Au fond du chœur, un groupe du Calvaire et, au-dessous, dans un médaillon, le serpent d'airain, statues en pierre de sainte Catherine XVIe siècle, sainte Marguerite,  saint Évroul, qu'on invoque pour les enfants "noués", les rachitiques. À mentionner aussi la tombe d'Huet Courtin (XIVe siècle)[39]; celle de sa femme Alix[40], rapportée de la chapelle Saint-Sylvain; un bénitier portatif en potin, de même genre, mais sans inscription, que ceux de Colombiers et de Hercé, et un plat à quêter en étain, divisé en quatre compartiments, avec statuette au milieu et ornement style Louis XV. Clocher-porche au toit en bâtière, fenestrage gothique.
- La chapelle Saint-Sylvain, dont la construction est antérieure au XIVe siècle, porte le nom d'un ermite qui se serait réfugié sur ce site au VIe siècle; elle est bâtie au sommet d'une colline abrupte d'où l'on jouit d'un superbe panorama sur la vallée de l'Erve et la cité. Ce petit oratoire, non clos, couronné d'un campanile, avec une fenêtre en plein cintre, était dans un bois dont Jean de Thévalles rendit aveu à La Cropte en 1431, et dont il ne reste plus qu'un petit taillis. En 1748 la possession du fief de Saint-Sylvain fut en litige entre M. de Montfraud, seigneur de la Salle, et Mlle de Charolais, dame de Thévalle et de Saint-Pierre, qui s'appuya sur l'aveu de 1431. En 1658, Jeanne Leduc, femme d'Antoine Aveneau, paracheva la chapelle, où l'on avait placé comme pierre d'autel une belle dalle tumulaire aujourd'hui encastrée dans le mur de la tour de l'église paroissiale.
- Ancien presbytère du XIXe siècle, restauré en 2002 et aménagé en gîte rural 4 épis.

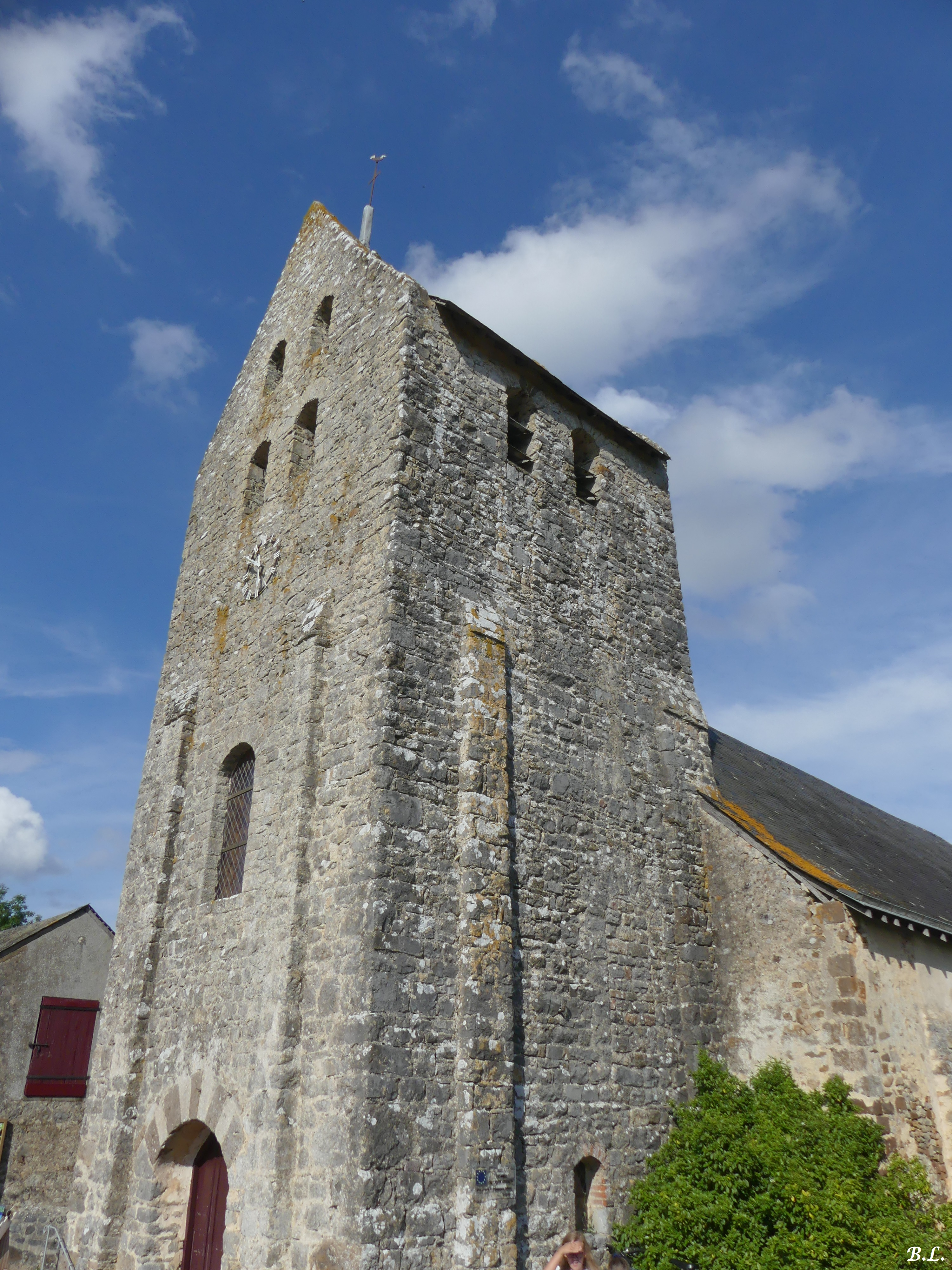
Église Saint-Pierre.
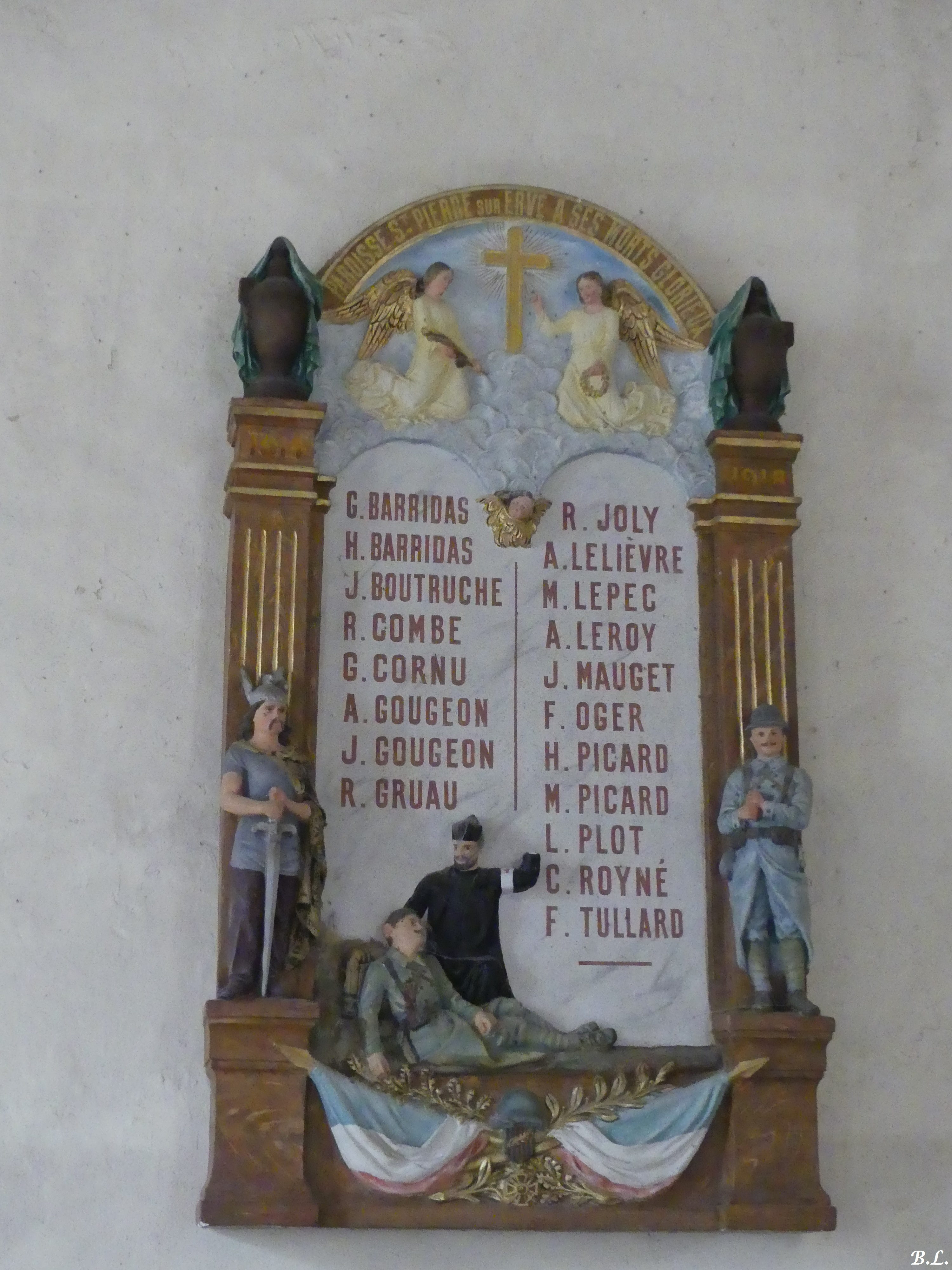
Mémorial 1914-1918.
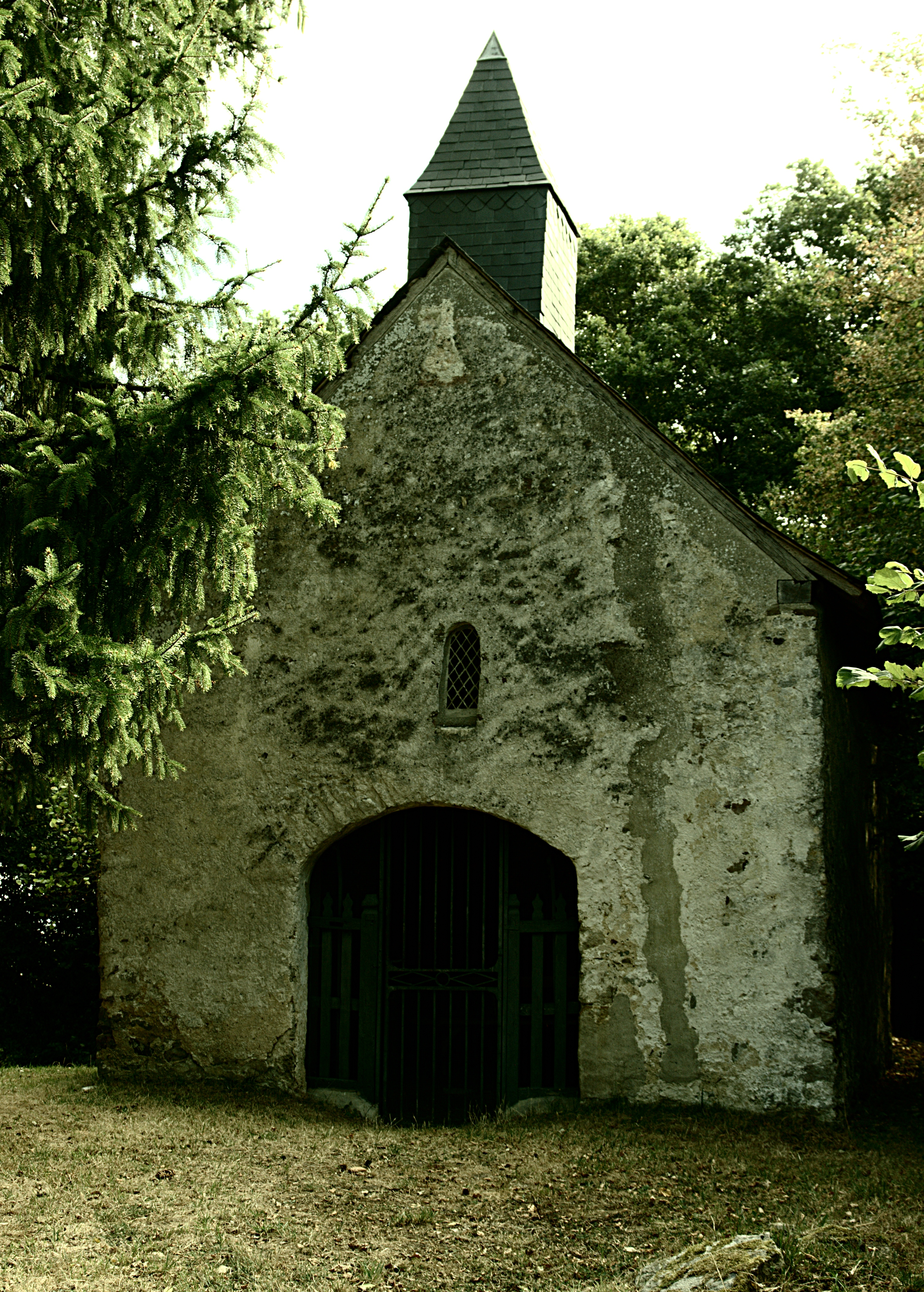
La chapelle Saint-Sylvain.
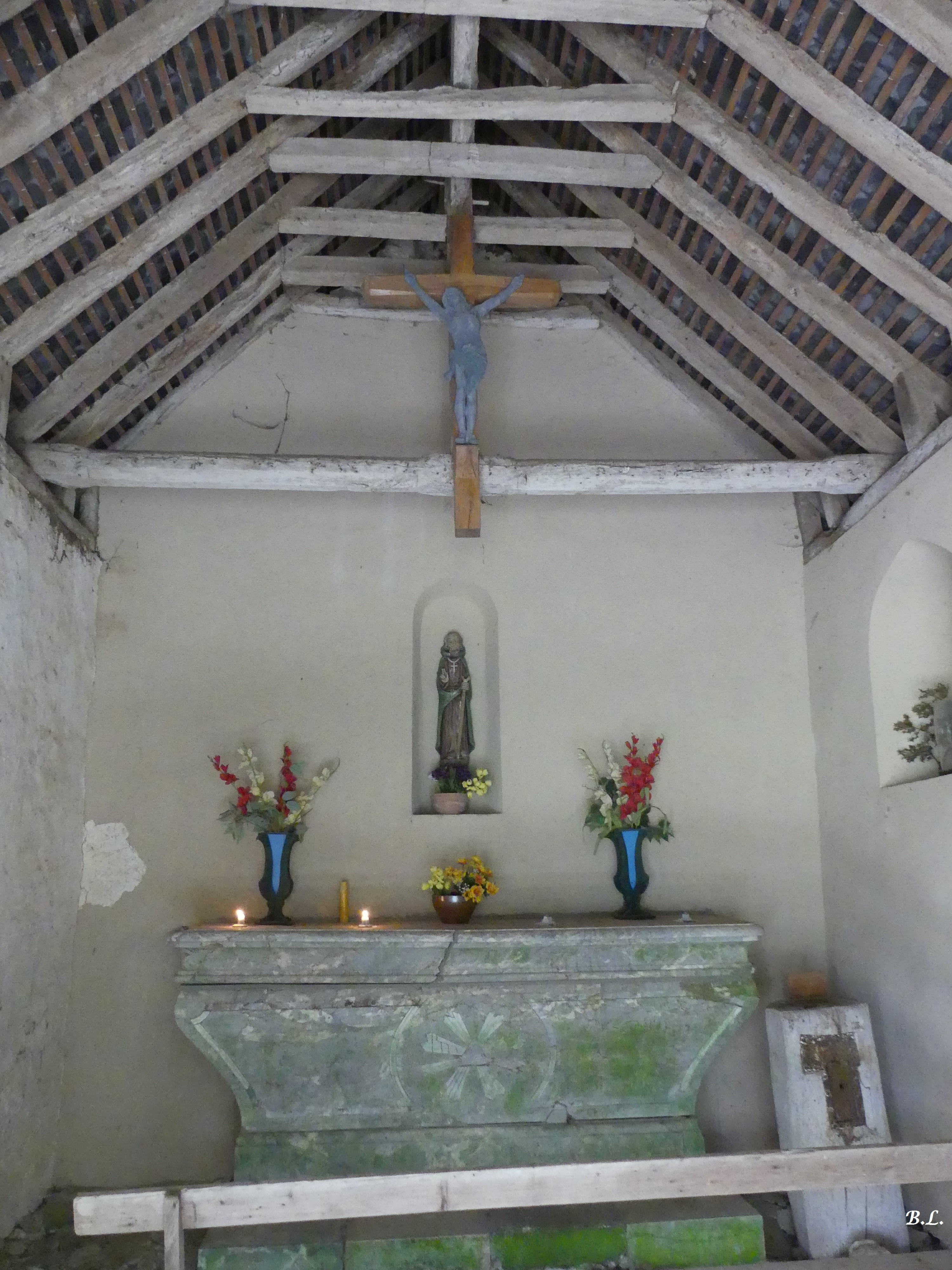
L'intérieur de la chapelle Saint-Sylvain.
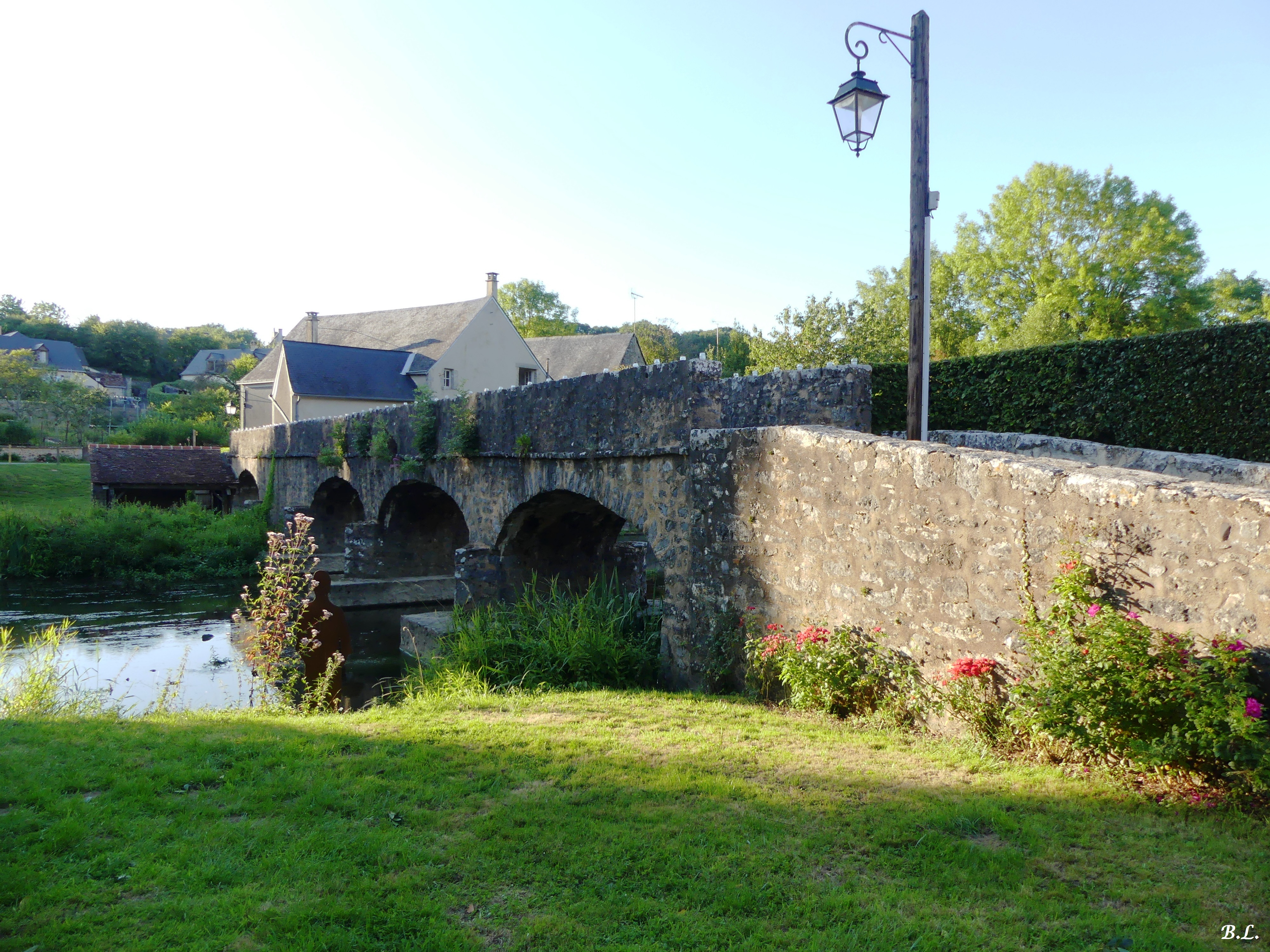
Pont médiéval, lavoir et gué.
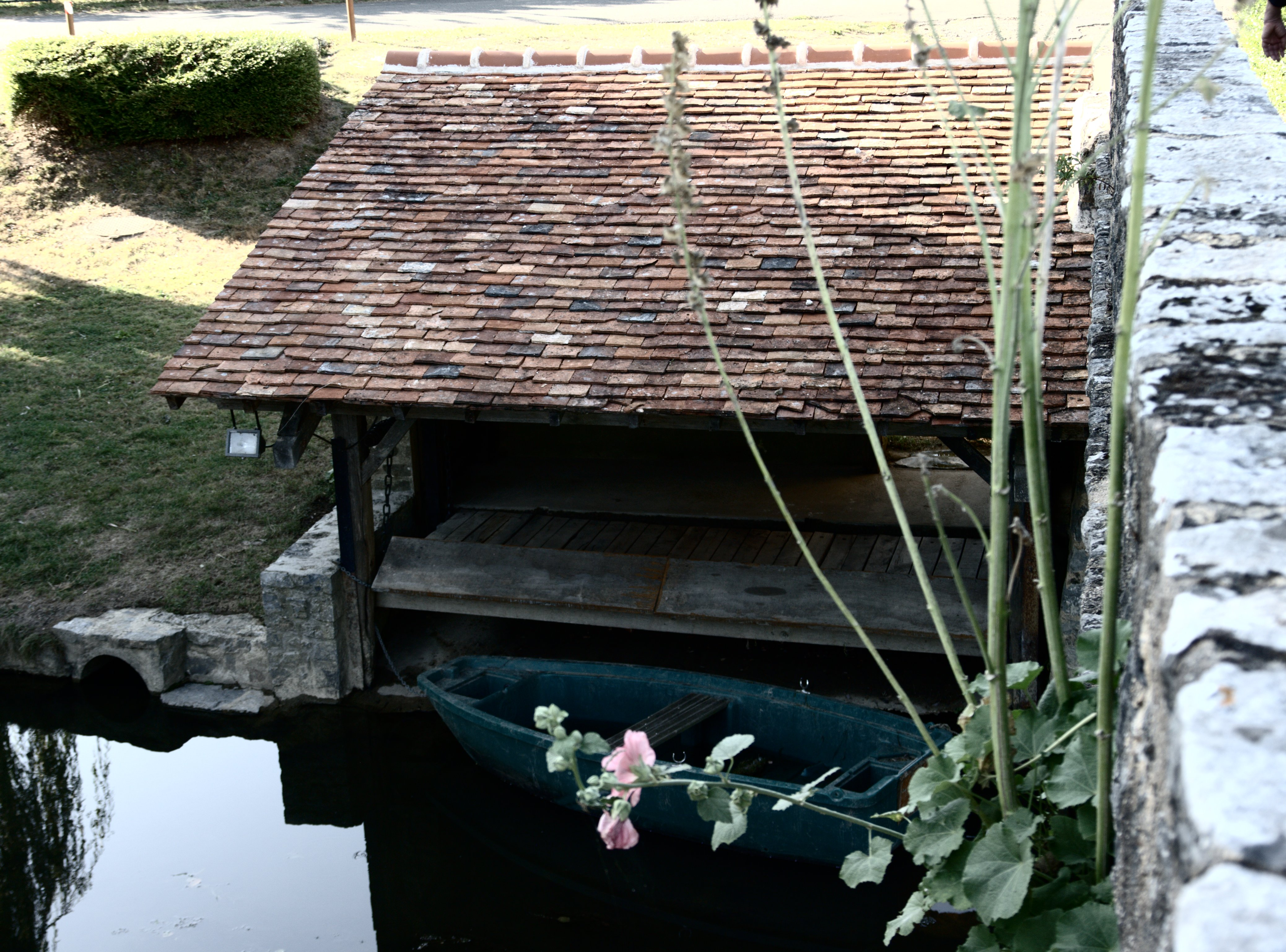
Le lavoir sur l'Erve.
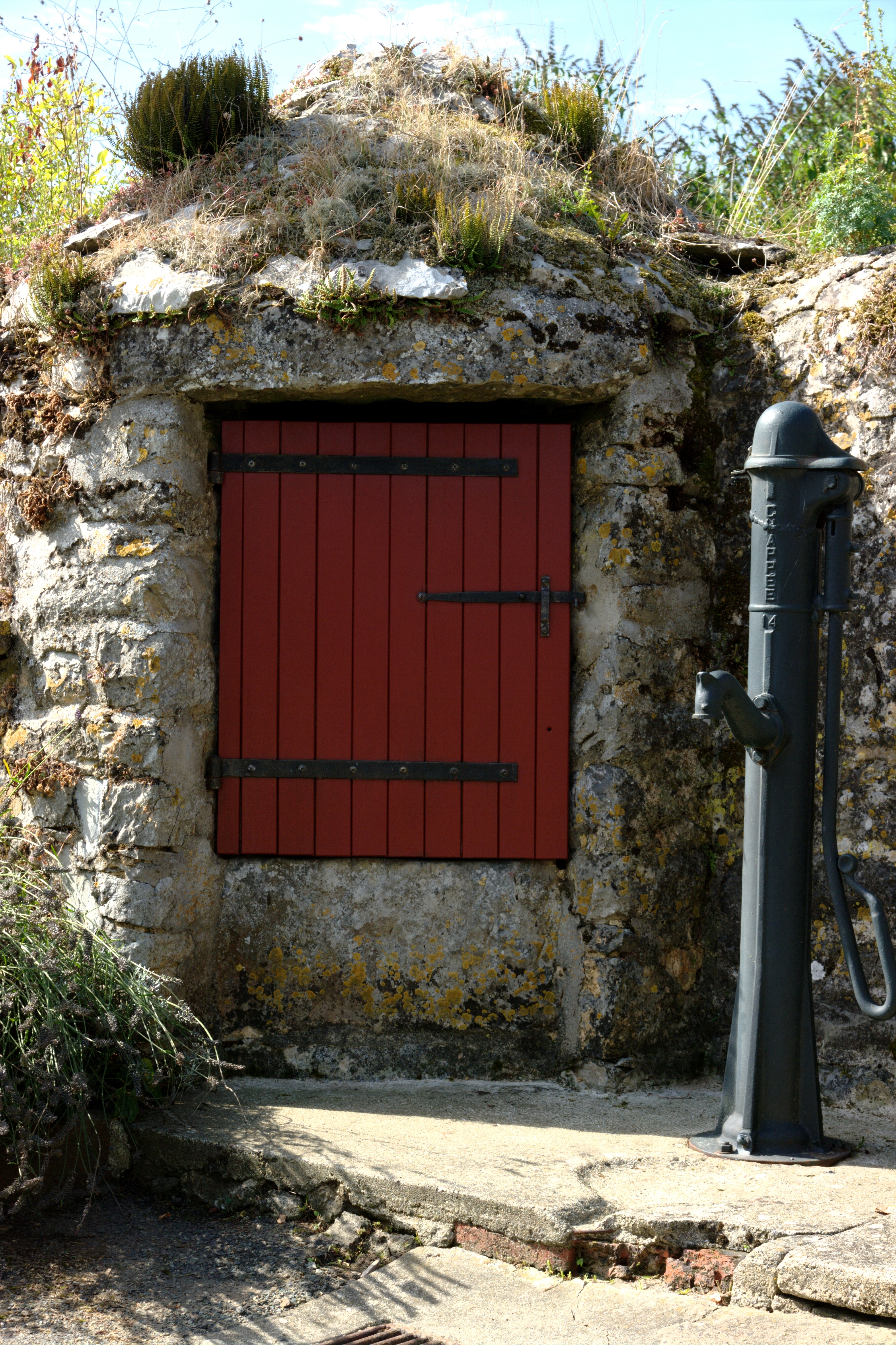
Le puits et sa pompe.
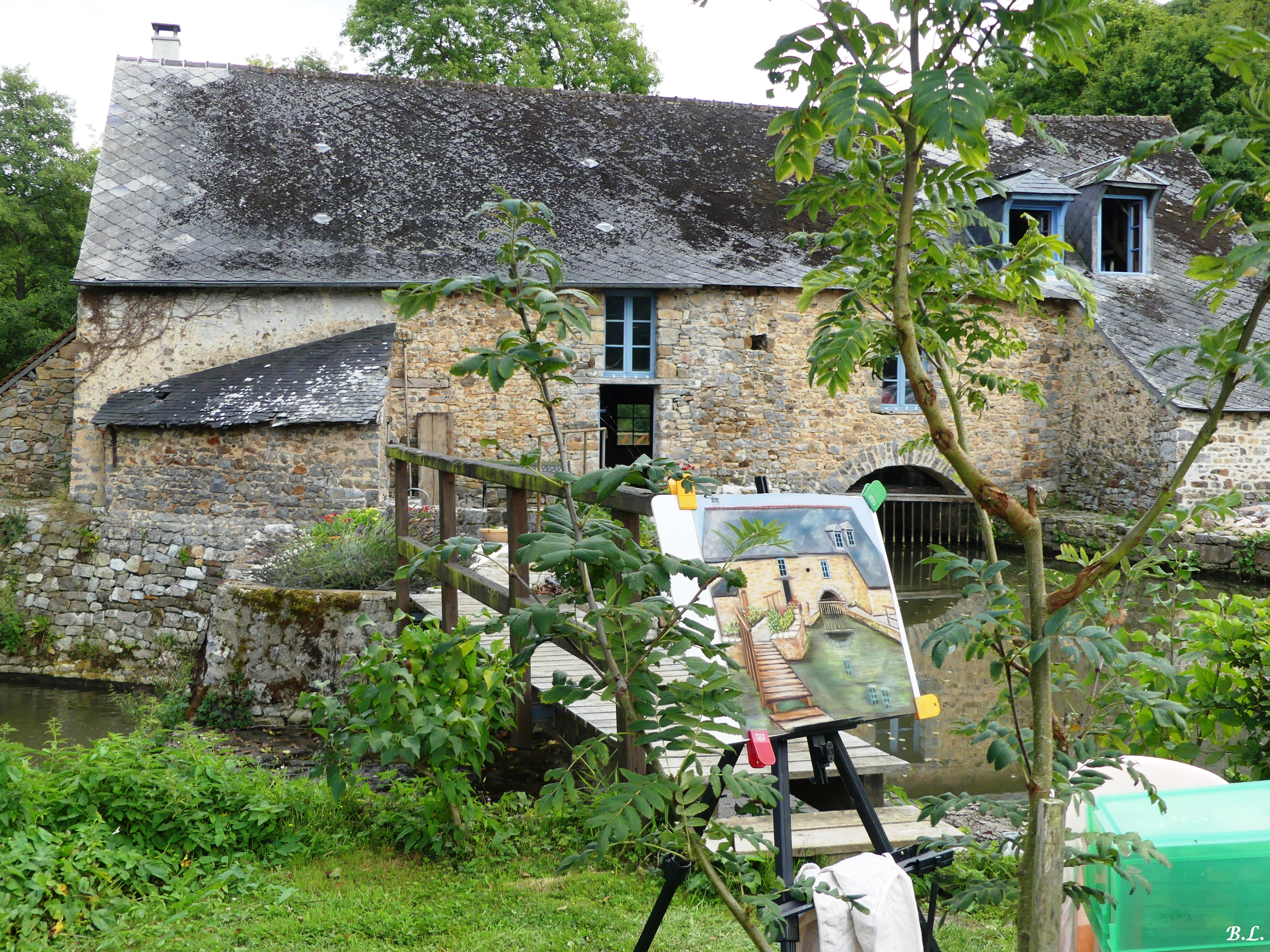
Moulin de Gô.

### Grottesdites deSaulgessituées sur la commune
- Grotte de la Lucarne
- Grotte Rochefort. Site préhistorique qui a livré des vestiges de différentes époques mais est surtout connu pour la présence de Solutréen (Paléolithique supérieur).
- Grotte de la Chèvre. Site préhistorique qui a livré en particulier des vestiges du Paléolithique supérieur mais aussi du Paléolithique moyen et des vestiges fauniques du Pléistocène moyen.

### Mayenne Miniatures
Le musée Mayenne Miniatures est ouvert sur rendez-vous et expose une collection privée de plus de 35 maisons de poupées et modèles de taille réduite. Situé au domaine des Hallais un gîte de groupe entre Saint-Pierre et Saulges.

## Activité et manifestations

### Jumelages
Sulzheim (Allemagne) depuis 1967. Le jumelage du canton de Sainte-Suzanne / communauté de communes d'Erve et Charnie, avec Sulzheim (Rhénanie-Palatinat) a été initié en 1966 par Victor Julien, conseiller général, maire de Thorigné-en-Charnie, et Adam Becker, dans la famille duquel Victor Julien avait été prisonnier de guerre de 1940 à 1945.

### Sports
- Randonnées et promenades dans la vallée de l'Erve.
- Sur place : escalade sur le site du canyon de Saulges, pêche dans l'Erve.
- À Saint-Céneré (4 km) : activités nautiques, tennis.
- À Sainte-Suzanne (11 km) : équitation, tennis, mini-golf, piscine.

### Manifestations culturelles et festivités
Fêtes locales :
Saint-Sylvain, patron de la paroisse, fêté le 17 février.
Le 15 août, à la nuit tombée, s'inspirant de la Fête des Lumières (Lyon), le bourg s'illumine de plusieurs milliers de bougies (6000 en 2017 pour les vingt ans de la manifestation).

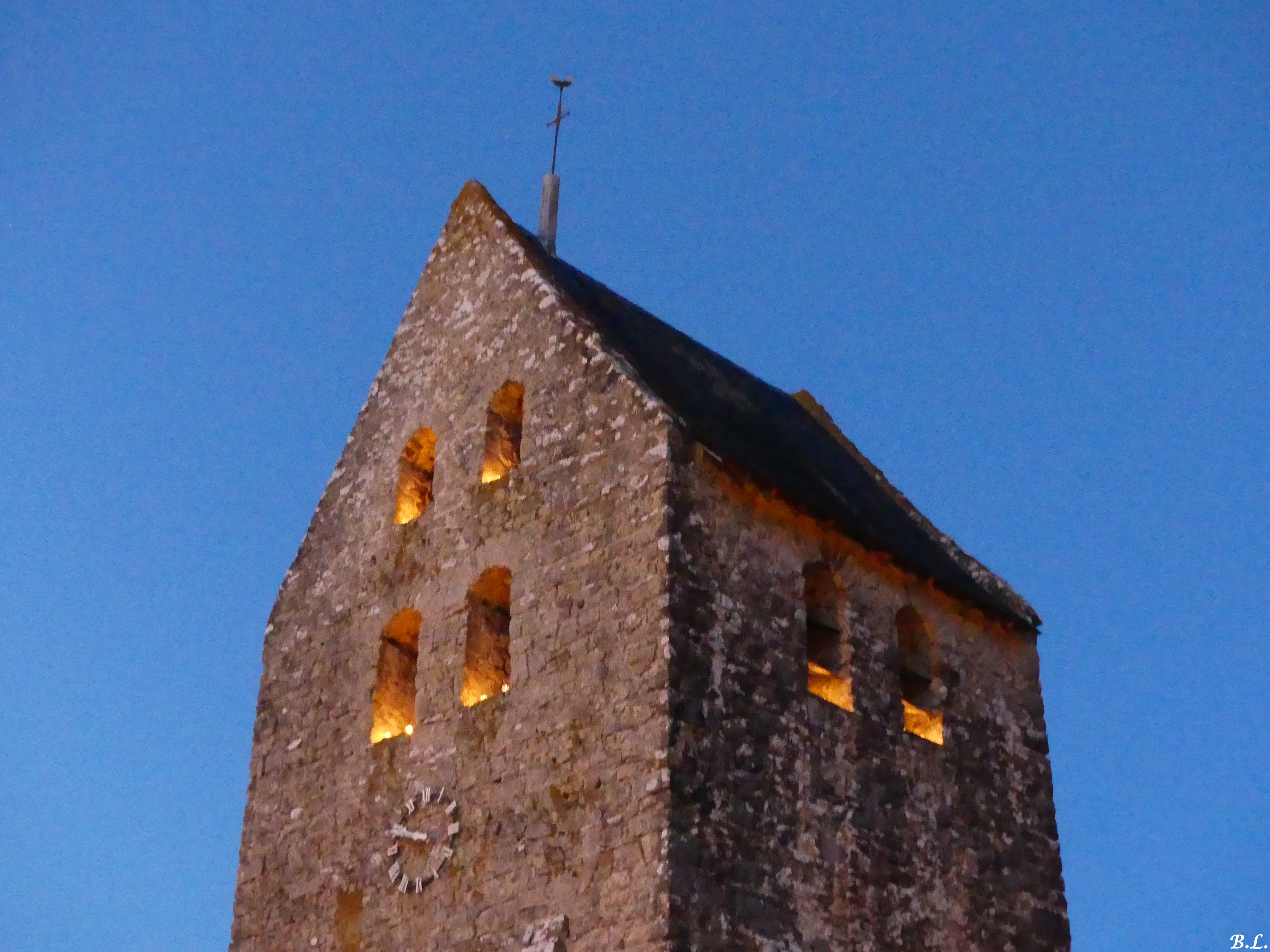
Fête des lumières 2017 Clocher
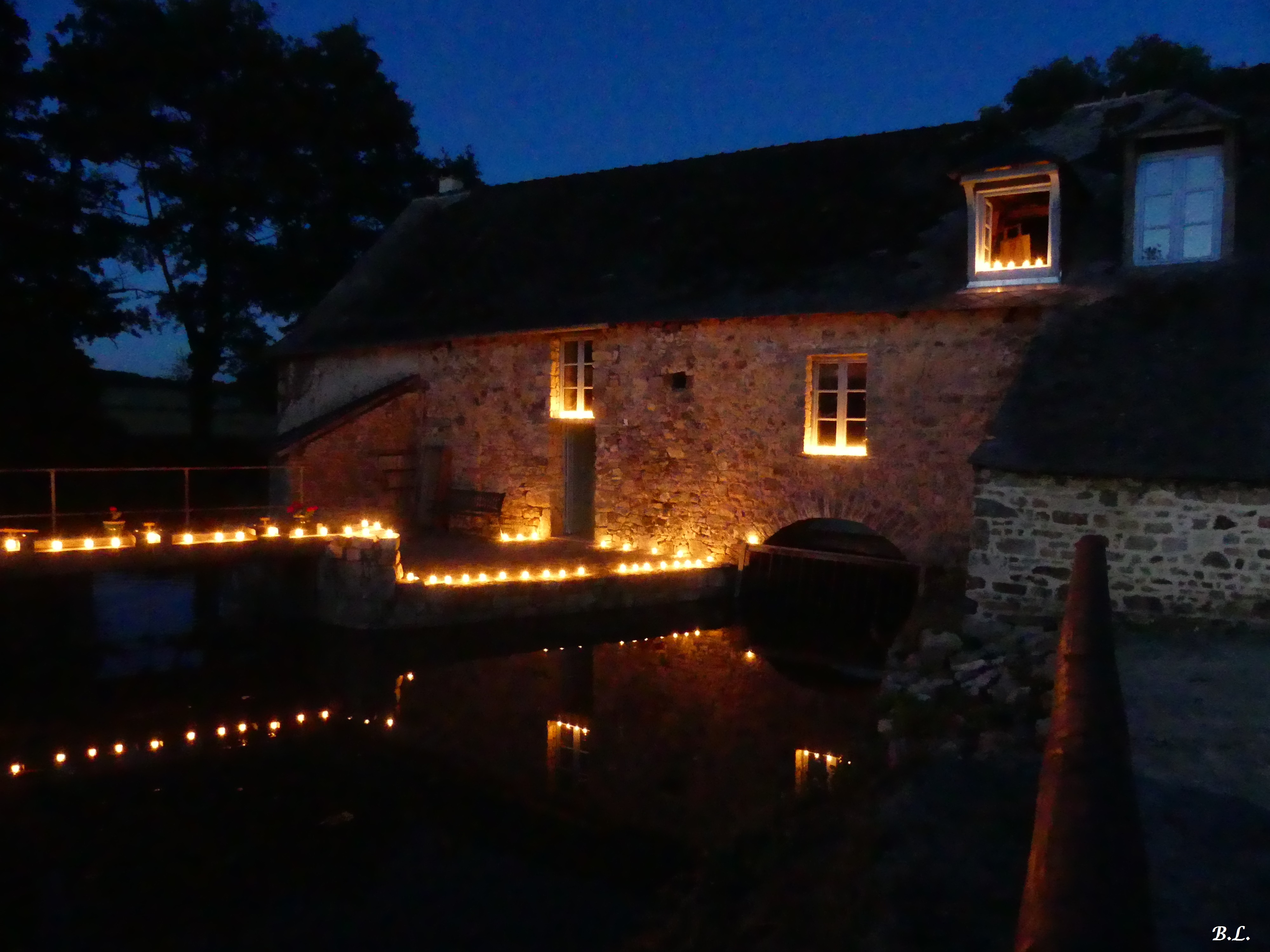
Fête des lumières 2017 Moulin
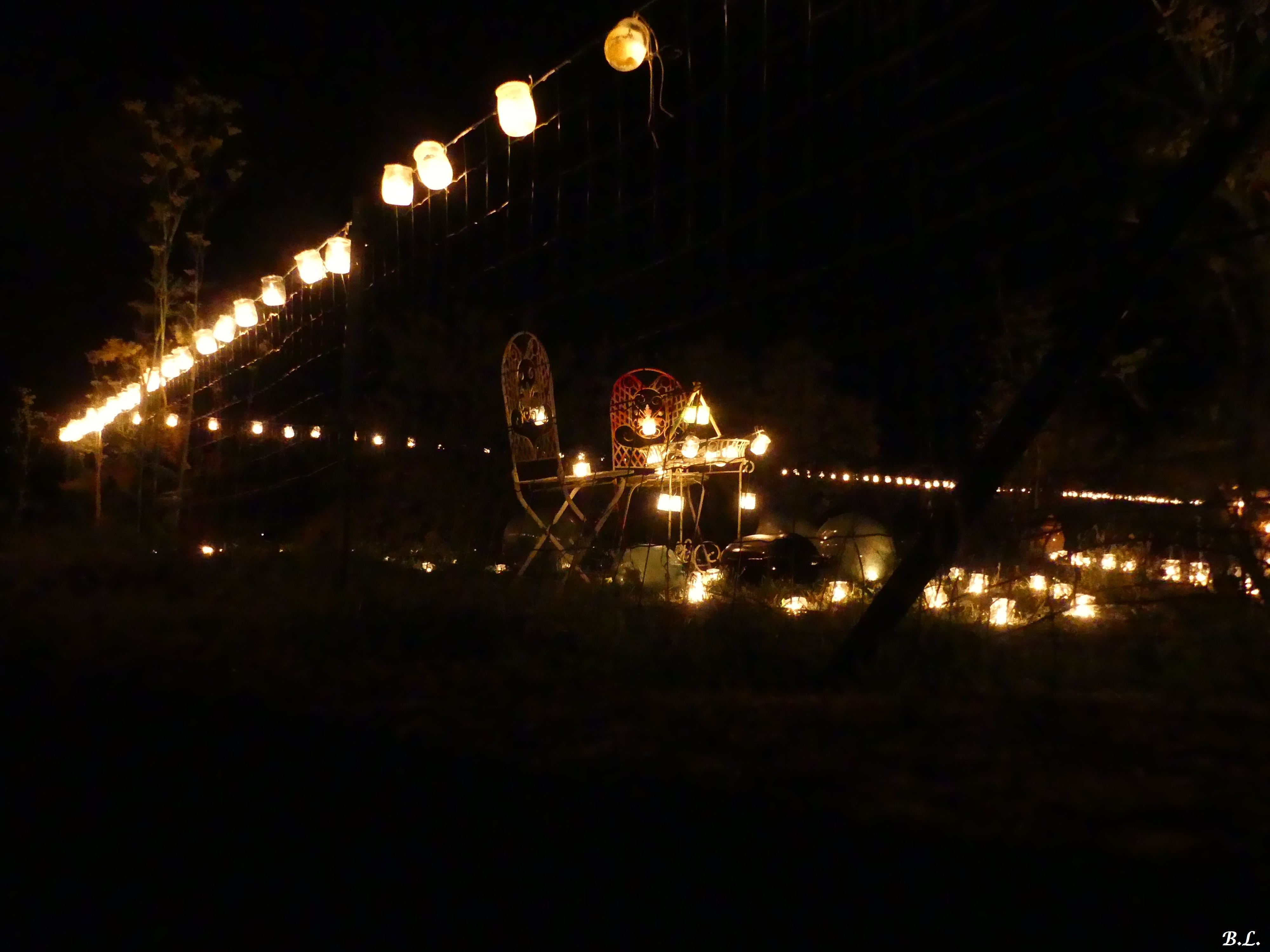
Fête des lumières 2017 Jardin

## Héraldique
| Blason de Saint-Pierre-sur-Erve | Blason  | D’azur, à une tête de cheval d’argent, accompagnée en chef d’un silex en feuille de laurier du même ; le tout accosté de deux clés affrontées en pal d’or ; au chef ondé du même, chargé d’une roue de moulin accostée de deux annelets, le tout de sable. |
| Blason de Saint-Pierre-sur-Erve | Détails | L’azur et l’ondé du chef symbolisent les cours d’eau communaux dont l’Erve est le plus important. Les clés sont le symbole de Pierre, le saint patron éponyme de la paroisse. La tête de cheval indique une activité économique développée autour de cet animal. Le silex taillé en feuille de laurier symbolise les trois grottes du complexe souterrain de Saulges qui se trouvent sur le territoire communal, indiquant par là-même l’ancienneté du peuplement ici. L’or avec les annelets proviennent des armes de la famille de Thévalle qui fut seigneur du bourg pendant plusieurs siècles. La reprise intégrale des armes de famille étant interdite pour les municipalités, il suffit d’en emprunter un ou plusieurs éléments. La roue de moulin image la présence de plusieurs de ces bâtiments sur l’Erve et plus particulièrement celui du Gô. Les ornements sont deux gerbes de blé d’or mises en sautoir par la pointe et liées d’azur afin d’honorer l’agriculture du village. Le listel d'argent porte le nom de la commune en lettres majuscules de sable. La couronne de tours dit que l’écu est celui d’une commune ; elle n’a rien à voir avec des fortifications. Le statut officiel du blason reste à déterminer. |